# Okenia rosacea
Okenia rosacea is een slakkensoort uit de familie van de Goniodorididae. De wetenschappelijke naam van de soort is voor het eerst geldig gepubliceerd in 1905 door MacFarland.